# Рубен Клер Коффін
Рубен Клер Коффін (англ. Reuben Clare Coffin, 29 жовтня 1886, Лонгмонт, Колорадо — 10 вересня 1972, Талса, Оклахома) — американський геолог, відомий геологічними дослідженнями на південному заході Колорадо. Він працював головним геологом компанії Midwest Refining Company, пізніше компанії Stanolind Oil and Gas, та консультантом Геологічної служби США.
На його честь названий мінерал коффініт.